# Xã Sylvania, Quận Lucas, Ohio
Xã Sylvania (tiếng Anh: Sylvania Township) là một xã thuộc quận Lucas, tiểu bang Ohio, Hoa Kỳ. Năm 2010, dân số của xã này là 48.487 người.